# Escuela Germán Riesco
La Escuela Germán Riesco, es una escuela ubicada en la ciudad de La Serena. Declarado Monumento Nacional en categoría de Monumento Histórico el año 2004.
El establecimiento tiene como precedente la escuela práctica de aplicación, creada en 1892. El cual en 1912 fue trasladado a la Escuela Normal de Preceptoras como parte de una de sus secciones.
Durante el gobierno de Juan Luis Sanfuentes, en 1920, se construye el actual edificio bajo el proceso de modernización de las escuelas públicas del país, a través de Ley de Edificaciones Escolares. En esa época se procuró que estos nuevos establecimientos educacionales fueran lugares dignos para los estudiantes con la mejor factura arquitectónica de la época. La escuela Germán Riesco posee cuatro pisos, con amplios pasillos y ventanales unidos por un sistema de escalera de extraordinario diseño. Tanto las salas de clases como los pasillos poseen frisos de pintura en los remates superiores. Su diseño fue realizado por los arquitectos M. Maldonado y Ángel Ossandón.
En 1943 la escuela Germán Riesco se fusiona con la Escuela Normal de Preceptoras. Al mismo tiempo, adquirió el grado vocacional al ser denominada como "Escuela Anexa a la Normal", formando a través de los años una cantidad considerable de normalistas. En consideración a estos hechos el edificio se encuentra presente en la memoria colectiva de la ciudad como testigo de su tradición educacional. 
La escuela cuenta con un museo a cargo de la directora María Beatriz Burrows el cual posee material histórico de la institución.
Fue declarada Monumento Nacional el 22 de diciembre de 2004.
Actualmente parte de sus fachadas presenta un gran deterioro producto de los rayados y el grueso cableado eléctrico de las calles le quita realce al conjunto, desmereciendo su rica arquitectura.[cita requerida]

## Galería

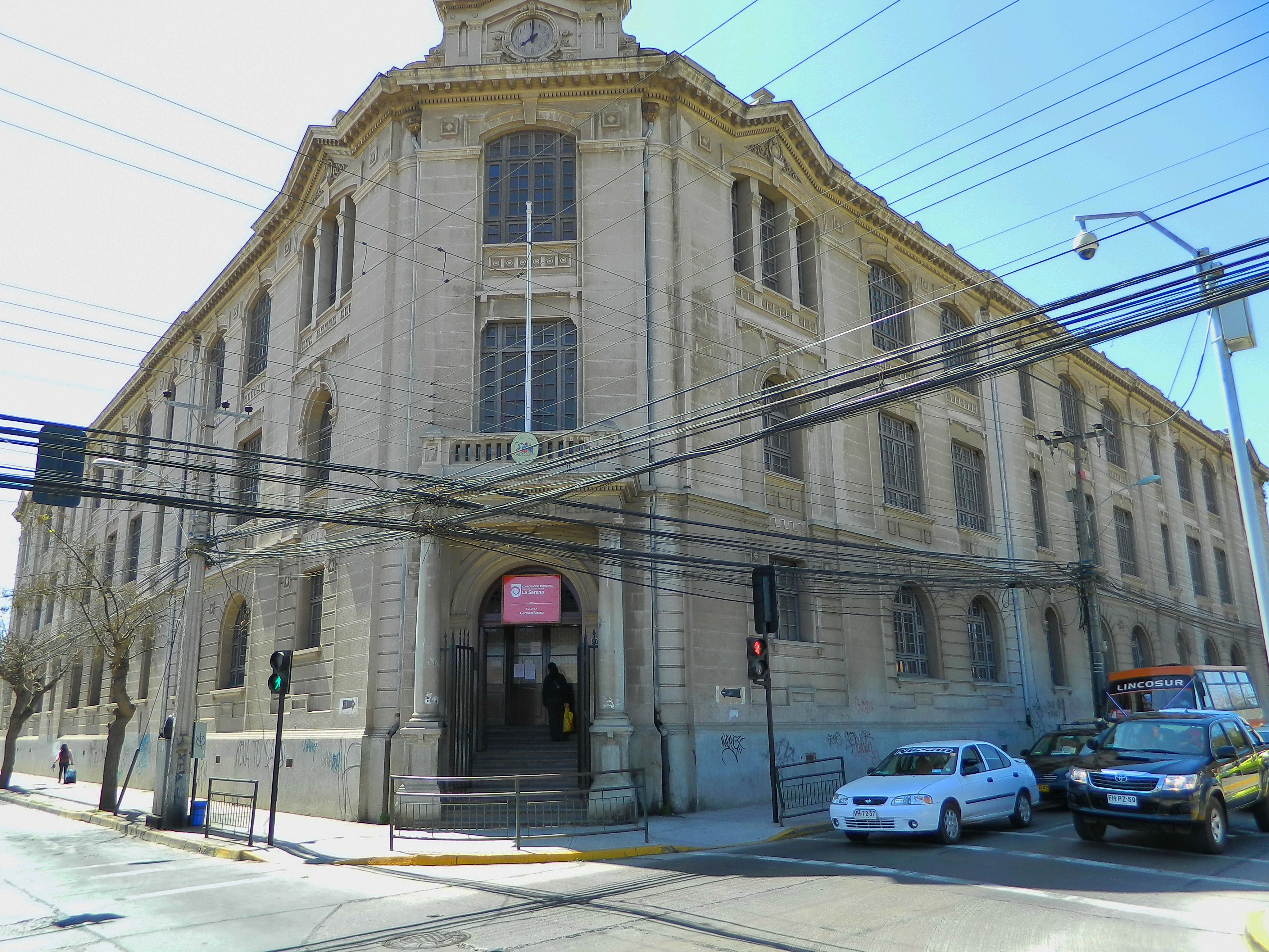
Vista principal.
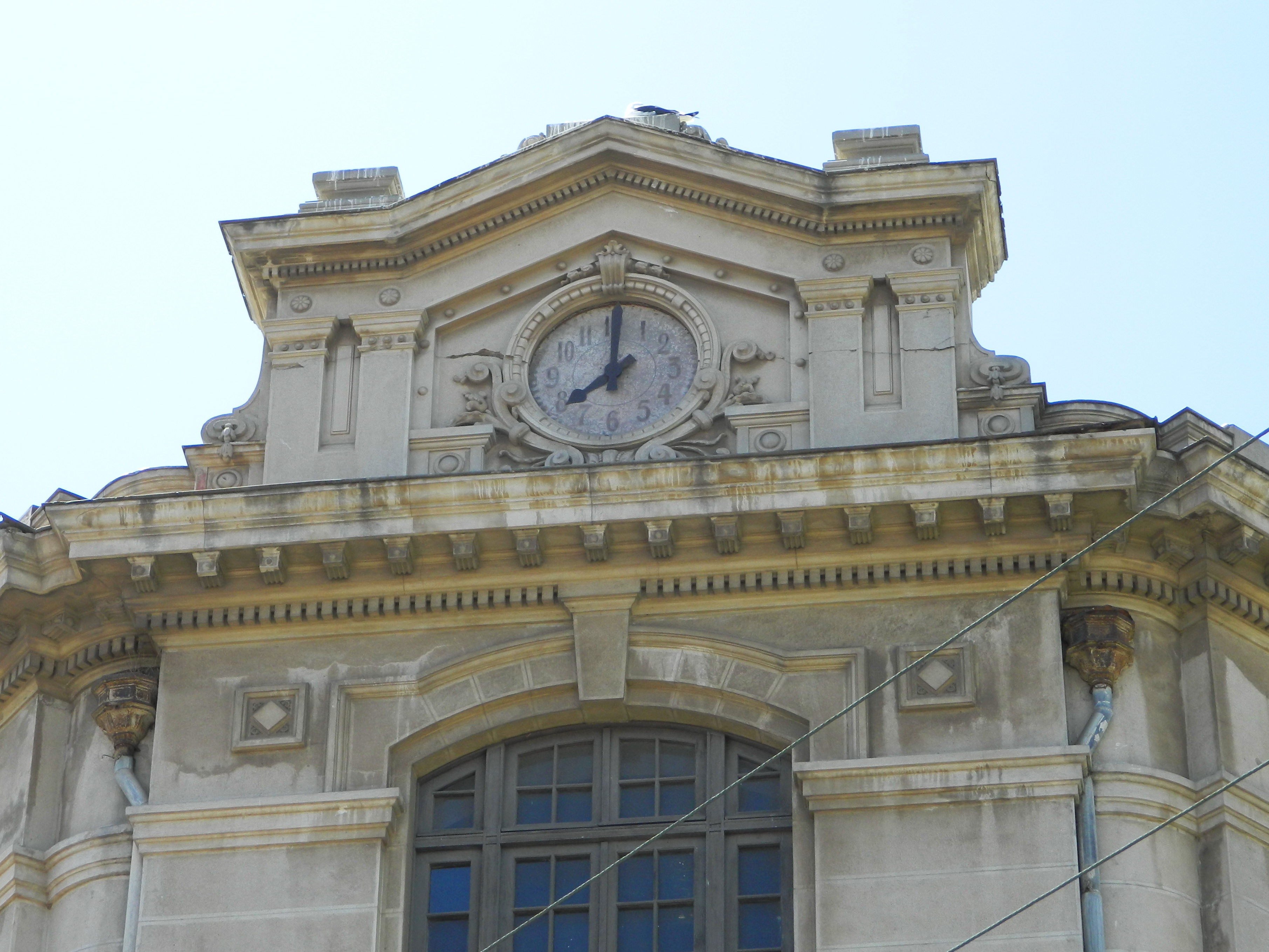
Detalle de la corona.
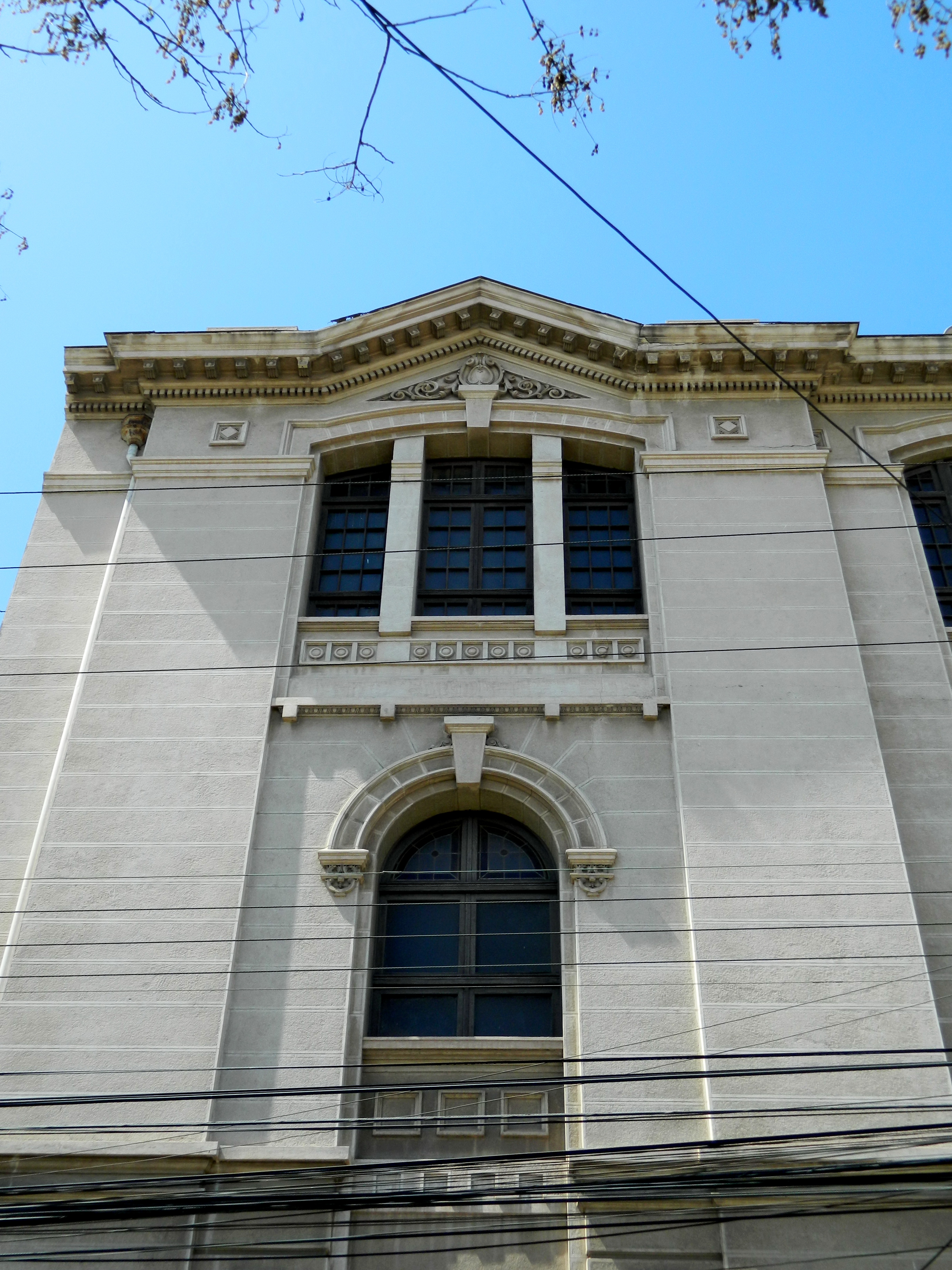
Vista a ras de suelo por calle Infante.
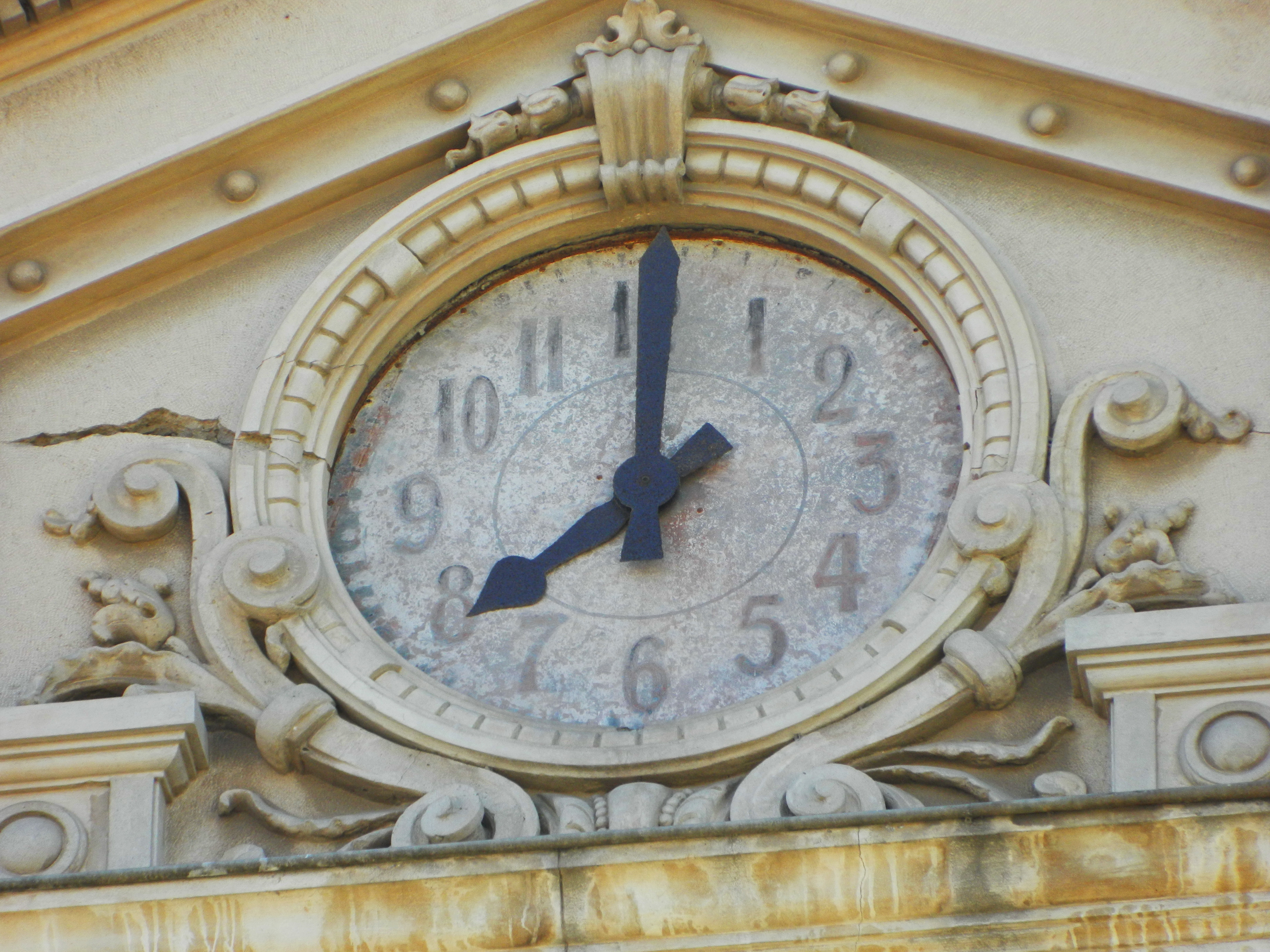
Detalle del reloj fuera de hora.
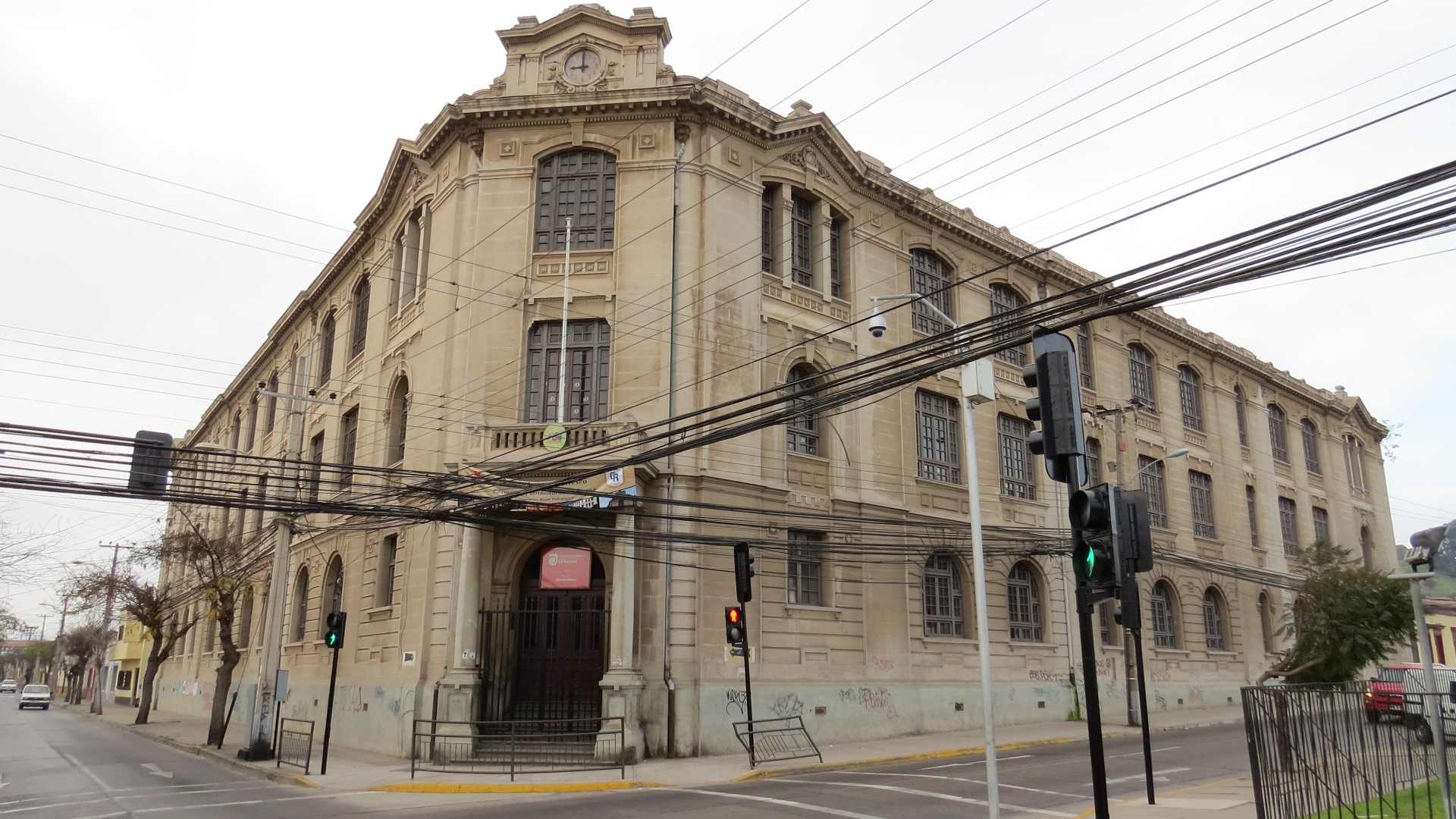
Colegio Germán Riesco.
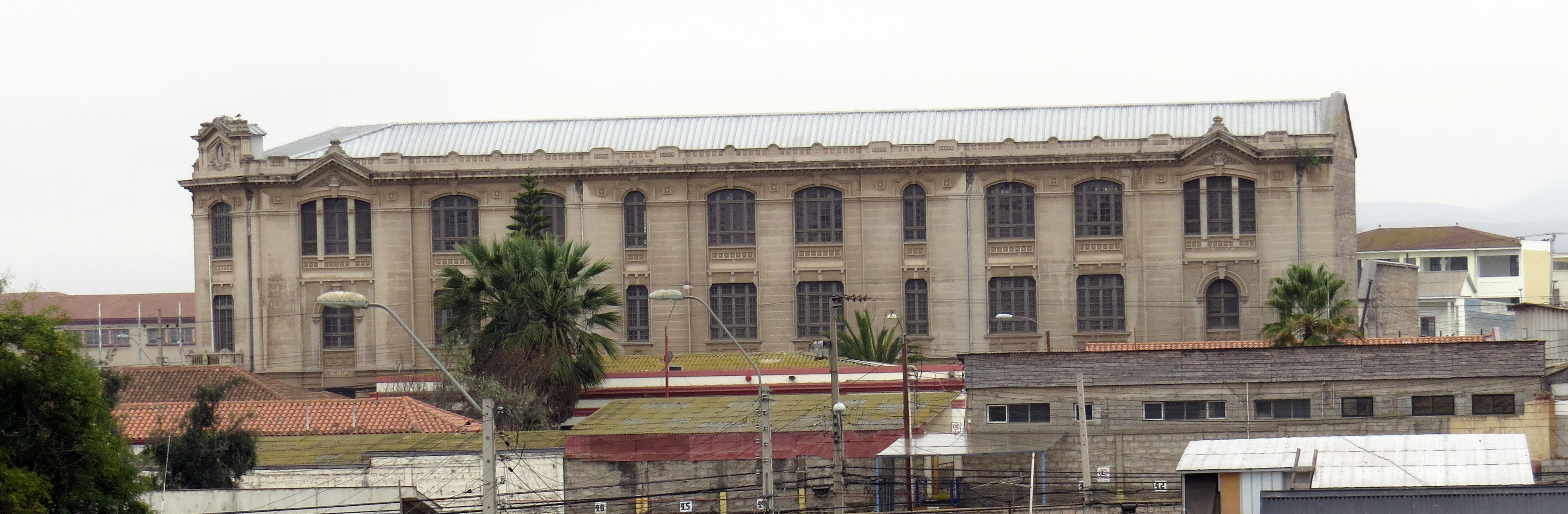
Escuela Germán Riesco desde la población Cuarto Centenario